# Afef Ben Ismaïl
Afef Ben Ismaïl (arabe : عفاف بن إسماعيل), née le 17 mars 1994 à Tunis, est une kayakiste tunisienne.

## Carrière
Elle est médaillée de bronze en K2 500 mètres aux championnats d'Afrique de course en ligne 2009 à Abidjan avec Nour Ichrak Takrouni. Elle remporte la médaille d'or en K1 slalom et deux médailles d'argent, en kayak monoplace 200 m et 500 m, aux Jeux africains de 2011.
Sélectionnée aux Jeux olympiques d'été de 2012, elle est éliminée en séries au kayak monoplace 200 m. Au kayak monoplace 500 m, elle parvient en revanche à se qualifier pour les demi-finales, mais est éliminée à ce stade de la compétition.
Aux championnats d'Afrique de course en ligne de canoë-kayak 2013 à Tunis, elle est médaillée d'or du K1 200 mètres, du K2 200 mètres et du K2 500 mètres.
Lors des Jeux olympiques d'été de 2016, elle concourt dans la course en kayak monoplace 500 m.
Aux championnats d'Afrique 2016, elle obtient quatre médailles d'argent, en K-1 200 mètres, en K-1 500 mètres, en K-2 200 mètres et en K-2 500 mètres.
Elle est médaillée d'argent en K2 500 mètres avec Khaoula Sassi aux Jeux africains de 2019.
Elle participe aux Jeux olympiques d'été de 2020 à Tokyo.